# Loto (jeu de la Française des jeux)
Cet article concerne le loto de la Française des jeux. Pour les autres jeux de loto et notamment le loto associatif, voir Loto. Pour les autres significations, voir Loto (homonymie).
 (avril 2021).

Logo du Loto depuis le 4 novembre 2019

Le loto est en France, outre un jeu de société, un jeu de loterie organisé par la Française des jeux, entreprise bénéficiant d'un monopole sur les jeux de hasard et de pronostics sportifs en points de vente physique.

## Histoire

### Le renouveau de la Loterie Nationale
La création du Loto est signée le 10 juillet 1975 par un décret du Premier ministre Jacques Chirac, « ce qui évite le débat parlementaire sur un sujet aussi brûlant que les jeux de hasard », le Loto étant sur le plan juridique « un tirage complémentaire de la Loterie Nationale ». Elle répond au besoin de moderniser la Loterie Nationale créée depuis le 7 novembre 1933 pour venir en aide aux anciens combattants victimes de graves blessures et traumatismes sur les champs de bataille de la Première Guerre mondiale. Cette institution de plus de 40 ans se trouve alors en difficulté financière croissante et fortement concurrencée depuis 1954 par la création du tiercé,,. L'idée était présente depuis 1962 mais se heurtait à des résistances internes notamment de la part de l'Église dont l'influence sur la société française d'après-guerre est réelle et pour qui le jeu — et surtout le gain qui peut en être retiré — est vu comme acquis sans travail, en conflit avec le fait que l'humanité doit gagner, dans une interprétation littérale des textes religieux, ses ressources à la hauteur de ses efforts. Néanmoins, par la suite, au fil des années, la position de l'Église contemporaine évolue. Elle voit davantage le jeu, placé sous le contrôle de l'État, comme une récréation légitime permettant la collecte de fonds pour des causes humanitaires ou autres à condition que le joueur s'y adonne de manière éthique et responsable,.
Les acteurs du sauvetage de la Loterie Nationale, notamment les émetteurs, s'organisent depuis 1974 dans un groupement d'intérêt économique, le Prelo. Ils comprennent qu'il est nécessaire de proposer un jeu plus attractif face au tiercé mené par le PMU.
Ils vont se heurter à trois difficultés importantes : l'État assujettit à son accord de principe l'interdiction de financement par les fonds publics. En parallèle, les établissements bancaires refusent également de financer le projet. Enfin, la publicité n'est pas autorisée par le Gouvernement.
L'Association des « Gueules Cassées », un des principaux actionnaires de la Loterie Nationale de l'époque, injecte alors 20 millions de francs, au lieu d'investir dans un hôpital, pour la création du Loto et proposent un terrain à Moussy le Vieux en Seine et Marne pour construire le central informatique. En parallèle, le président de l'association de la Fédération nationale André Maginot, qui participe également au projet, est contraint de mettre en hypothèque son entreprise pour pouvoir financer le projet sans l'aide des pouvoirs publics.
Le modèle du loto français est issu du Nordwestlotto allemand, présent dans les Landers allemands depuis 1956 dans une version adaptée et qui finance également les victimes allemandes de graves blessures physiques,. Son initiateur est le secrétaire général de la Loterie Nationale Française, Maurice Caradet sous l'impulsion des Gueules Cassées. Les bulletins sont alors vendus 20 centimes de franc.
Son modèle permet, à la différence de celui de la Loterie Nationale basé sur un tirage au sort parmi tous les bulletins émis et avec des gains définis à l'avance, de permettre au joueur de choisir librement ses numéros. En outre, le gain pouvant ne pas être gagné, il augmente de tirage en tirage.
Le premier tirage a lieu au théâtre de l'Empire à Paris le 19 mai 1976. Le tirage était le suivant : 31 - 15 - 33 - 27 - 36 - 48, avec 34 comme numéro complémentaire, le tirage portant sur 6 chiffres sur les 49 potentiels du tirage. Il est limité à Paris et plusieurs grandes villes et seuls 73 680 bulletins sont validés pour le tirage alors que les organisateurs ont établi des prévisions sur 1 million de bulletins. Les tirages suivants, pendant les grandes vacances, voient leur nombre de bulletins validés plafonner à 100 000. Passés à 10 centimes, puis donnés gratuitement, les bulletins n'attirent pas la nouvelle clientèle espérée.
L'État, au vu des résultats catastrophiques remettant en question l'existence même de l'association des Gueules cassées et de la Loterie Nationale à la limite de la faillite,, autorise dès lors le Loto à faire usage de la publicité en Septembre 1976. Parallèlement, le jeu est déployé sur l'ensemble du territoire métropolitain à l'été 1976. Le 19 mai 1977, qui fête la première année du jeu, le nombre de bulletins validés est de 4 millions pour une estimation prévue de moins de 2 millions.
Le 1er janvier 1979, face au succès, la Société de la Loterie Nationale et du Loto National (SLNLN) est créée en une société d'économie mixte où l'État détient 51 % du capital et les détaillants 49 %. Elle rachète le terrain et les immeubles bâtis à Moussy le Vieux. Elle est dirigée par Maurice Caradet de 1979 à 1983. La Loterie Nationale alors en retrait constant ne représente plus que 10 % du chiffre d'affaires de la nouvelle entreprise créée.
En 1984, grâce au lancement l'année précédente du jeu de grattage "Tac-O-Tac", la société redevient bénéficiaire. Le montant annuel joué au Loto est alors de 11 milliards de francs pour un nombre moyen de 10 millions de joueurs et 14 millions de bulletins validés et 17,50 francs de mise moyenne. 1 645 joueurs avaient obtenu la bonne combinaison permettant d'accéder au rang de millionnaire.
En 1988, l'État augmente sa part dans le capital à 72 % et la société devient France Loto. En parallèle, La Fédération André Maginot détient 4 % du capital et L'Union française des blessés de la face et de la tête (UBFT) (Les Gueules cassées) 9,23 % leur assurant un revenu qu'ils reversent à leurs adhérents respectivement de 4 M€ et 10 millions d'euros. Cette situation restera inchangée jusqu'à la privatisation de la FDJ en 2020,,.
En décembre 1990, la Loterie Nationale est définitivement arrêtée 67 ans et 1 mois après son apparition officielle sur décision de la FDJ.
En 1993, le Service gagnants de la Française des Jeux est créé afin d'accompagner les gagnants de plus d'un million d'euros du Loto et de l'Euro Millions.

### Le loto aujourd'hui
En 2011, le loto dont le montant des mises a été de 1,5 milliard d'euros, se voit dépassé par le système de grattage en termes de chiffres d'affaires qui permet au joueur de savoir s'il a gagné immédiatement, à la différence du jeu de tirage où il doit patienter quelques heures à quelques jours. Néanmoins, une adaptation permanente et de nouvelles règles visant à rehausser continuellement son attrait auprès des nouvelles générations de joueurs et joueuses vont moderniser le jeu tout au long de son existence (voir paragraphe différentes versions du jeu),.
Pour la première fois de son histoire, les ventes de la FDJ ont atteint en 2014 presque 13 milliards d'euros, soit une augmentation de 645 millions d'euros. Ces chiffres prometteurs sont en grande partie le résultat des paris sportifs qui ont profité de l'impact de la Coupe du monde de football faisant augmenter les ventes de 20 % et du lancement du jeu My Million au tirage Euro Millions. Le Loto n'a généré quant à lui que 1,5 milliard d'euros de vente. Alors que les autres produits de la loterie nationale affichent des chiffres records (hors Keno et jeux express), ce dernier reste stable. Il y aura eu 38 gagnants du loto en 2014.
La FDJ lance en 2015 une offre de jeu de loto en groupe. Les joueurs peuvent ainsi s'associer de manière officielle via un ticket spécial pour jouer à plusieurs.
Désireuse d'attirer de nouveaux publics et notamment la génération des personnes nées entre 1980 et 2000 ou Millennials, la FDJ instaure une loterie systématique parmi les joueurs sous la forme de 10 codes générés automatiquement gagnants de 20 000 euros (50 codes sur les Super Loto et 100 codes sur le Grand Loto de Noël) et sélectionnés parmi les grilles jouées à chaque tirage permettant la création de 1 700 gagnants supplémentaires par an avec une augmentation de la mise de 0,20 euro,,. Elle renoue de ce fait, avec le principe de la loterie nationale et son système initial de tombola.
Un Grand Loto de Noël est également instauré le 22 décembre avec un jackpot de 20 millions d'euros minimum avec une mise de 5 euros complété par 100 codes de 20 000 euros tirés au sort parmi toutes les grilles jouées. Ce loto a la particularité de voir le jackpot réparti entre les gagnants de rang 1 puis, en leur absence entre les gagnants de rang 2.
Ces deux nouvelles formes du loto ouvrent la possibilité de davantage de redistribution. En effet, une étude menée par Opinion Way sur l'avenir du Loto dans 40 ans fait apparaitre un loto intégralement numérisé pour 56 % des sondés, plus collaboratif permettant le jeu et le gain à plusieurs pour 36 %, des gains beaucoup plus importants dans la même proportion et enfin vu comme plus solidaire avec un pourcentage reversé directement à des associations pour 32 % des interrogés. L'investissement prévu est de 500 millions de 2017 à 2022 d'euros dont 190 millions sont investis de 2017 à 2019.
La FDJ lance en novembre 2019 une option Second Tirage, qui consiste en un second tirage de cinq numéros (sans Numéro Chance), avec une cagnotte à 100 000 € minimum pour le joueur qui aura trouvé les cinq bons numéros. La cagnotte est évolutive en fonction des mises et divisée entre l'ensemble des grilles gagnantes de rang no 1. La mise est de 0,80 € mais n'est pas dissociable du tirage classique. En jouant pour le Second Tirage du Loto, la grille coûte 3 € au total. Les Seconds Tirages ne sont effectués qu'après les tirages réguliers (hors Super Loto et Grand Loto de Noël).

### Diffusion télévisée
Le Loto a d'abord été diffusé sur TF1 jusqu'en 1993. Deux tirages avaient lieu le mercredi soir et le samedi soir. On retrouve parmi les présentateurs qui se sont succédé  Annie Poirel, Ève Biazzi, Virginia Crespeau, Jean-Marc Laurent et Patrice Clech. La machine employée était une Lantana, machine de tirage de l'entreprise française Ryo Catteau, entre 1976 et 1980, puis une Tulipe durant les années 1980, et une Stresa de 1990 à 2008, toujours du même fabricant. A noter que pour le premier tirage du Super Loto (le 15 mai 1996), la machine utilisée était une Cristal, une machine à brassage pneumatique manufacturée par Editec Lotteries (un autre fabricant français de machines de loterie, maintenant connu sous le nom de WinTV). Tous les autres tirages Super Loto jusqu'à 2008 emploieront une Stresa.
Le Loto est passé de TF1 à France 2 en 1993. Animée par une voix-off de 1993 à 1997, l'émission a ensuite eu divers présentateurs (le plus souvent des salariés de la FDJ) de 1997 à 2001 pour introduire et refermer le tirage. Lors des Super Loto, des présentateurs de France Télévisions ont présenté le tirage spécial (notamment Thierry Beccaro, Michel Drucker, Patrice Laffont, Julien Lepers, Olivier Minne, Pépita, Amanda Lear, Karine Le Marchand). Dans les années 1990, le premier tirage avait lieu avant le Journal de 20h, et le second avant le programme du soir.
Accompagnés de Solange du Part et Didier Gircourt en voix-off, Valérie Payet et David Martin ont présenté alternativement le tirage du Loto de 2001 à 2008. Cette ère voit le passage à un décor virtuel et la présence de deux sphères de tirage identiques sur le plateau en même temps. Le programme était alors diffusé entre le Journal de 20h et le programme du soir. Les deux tirages étaient tenus pendant l'émission, entrecoupés par le jeu téléspectateur du Lotophone, et suivis du tirage du Joker puis du Joker + depuis 2006.
Sauf cas rares, le tirage du Loto se tenait en direct jusqu'en 2008.
À l'occasion de l'introduction de son nouveau format le 6 octobre 2008, l'émission Loto change. Toujours diffusé sur France 2,elle est alors présentée en alternance par Cyril Féraud, Julie Taton et Lionel Rosso. Un seul tirage est désormais réalisé chaque lundi, mercredi et samedi. Cette nouvelle mouture emploie un nouveau décor, toujours virtuel, et voit surtout l'introduction de deux nouvelles sphères de tirage plus modernes sur le plateau, baptisées Ipomée (également fabriquées par Ryo Catteau), remplaçant les sphères historiques du jeu, utilisées depuis plus de 15 ans. Une première Ipomée est employée pour tirer les 5 numéros gagnants sur 49 (des boules bleu foncé) ; puis une seconde à sa gauche, beaucoup plus petite, tire le Numéro Chance, compris entre 1 et 10 (des boules rouges). À la fin du tirage, désormais enregistré une demi-heure avant la diffusion de l'émission, une carte de France découpée en départements s'anime et indique les éventuels gagnants.
En 2009, à la suite de la suppression de la publicité après 20 h sur France Télévisions, le tirage a été diffusé autour de 22 h, entre le premier et le deuxième programme de la soirée. En mars 2009, Vanessa Dolmen s'ajoute à la liste des animateurs, tandis que Lionel Rosso quitte l'émission dans le courant de l'année. Ce changement s'accompagne de modifications dans la mise en scène. Trois Super Loto ont lieu en 2009, présentés par deux des animateurs et réalisés sur une version physique du plateau avec des boules dorées dans la sphère principale.
En 2010, le tirage du Loto a de nouveau lieu à 20 h 30, mais son format est réduit de 4 minutes à 1 minute 30, et le tirage est considérablement raccourci. La sphère des numéros principaux est remplacée par une similaire de taille sensiblement réduite, plus adaptée au nouveau format. Le Super Loto emploie une variation plus luisante du plateau virtuel, mimant le chrome, les tirages sont cependant toujours effectués devant un fond réel.
Entre 2011 et 2013, Grégory Ascher et Nancy Sinatra remplacent respectivement Cyril Féraud et Julie Taton. Marie-Gabrielle Lesne, animatrice du Keno, sert de joker aux animateurs habituels. Le tirage du Loto est diffusé pour la dernière fois sur France 2 le lundi 30 décembre 2013.
Depuis le 1er janvier 2014, le tirage du Loto, comme celui de l'EuroMillions, est à nouveau diffusé sur TF1 comme avant 1993. Il est alors présenté en alternance par Vincent Cerutti, Sandrine Quétier, Estelle Denis et Jean-Pierre Foucault, toujours à 20 h 30. L'émission obtient un nouveau décor, à nouveau réel. Le tout premier tirage de 2014 a été exceptionnellement présenté en public. Aussi, le Super Loto utilise désormais le plateau régulier, la seule différence avec les tirages normaux restant l'emploi des boules dorées.
En mars 2015, Karine Ferri remplace Sandrine Quétier, qui tourne la saison 2015 de MasterChef. Durant l’été 2015, Laurie Cholewa a rejoint l’équipe de présentateurs en tant que Joker.
De fin septembre 2016 à mi-novembre 2022, le Loto partage un plateau avec l'Euromillions, sur le même principe que le précédent, mais avec des formes plus arrondies, et l'émission adopte la technique de la réalité augmentée. C'est aussi la première fois depuis l'arrivée du Loto version 2008 (hors Super Loto) que les bases des machines sont personnalisées.
Le 6 mars 2017, à la suite de la modification des règles du Loto (dont 10 gagnants garantis à 20 000 € à chaque tirage), l'émission connaît des modifications dans sa mise en scène et son habillage visuel et sonore. Les deux sphères de tirage, qui dataient de 2008 pour la sphère des N° Chance, et de 2010 pour celle des numéros principaux, sont remplacées par une nouvelle génération d'Ipomées, avec les modifications suivantes : le présentoir perché au-dessus de la grande sphère est retiré, la sphère du N° Chance adopte une forme aplatie, et des demi-anneaux transparents sont ajoutés sur les parties droites des deux machines, servant désormais de présentoirs. Les jeux de boules changent également, avec des boules bleu ciel pour la sphère principale (depuis janvier 2023, les Super Loto les utilisent également), et des jeux de boules alternatifs pour les tirages spéciaux (vertes pour le Super Loto et rouges pour le Grand Loto de Noël dans la grande sphère, et dorées dans la petite sphère pour tous tirages spéciaux). Enfin, le tirage du N° Chance est désormais réalisé de la même manière que les numéros principaux, avec une vue plongeante à l'intérieur de la sphère.
En novembre 2019, avec l'introduction de l'option Second Tirage, celui-ci est réalisé avec une nouvelle machine (une Achillée 500) et un jeu de boules blanches et violettes, qui a la particularité d'effectuer un tirage quasi-instantané en tirant les cinq numéros gagnants simultanément.
Depuis mi-novembre 2022, le Loto et l'Euromillions utilisent à nouveau un décor virtuel, mais intégré non plus par fond vert, mais par la technologie XR (extended reality, ou réalité étendue), et le Loto réutilise son ancienne mise en scène de 2010 (les machines de tirage n'étant à nouveau plus présentes sur le plan principal (elle sont de nouveau sur un fond vert)).
Depuis 2014, les animateurs du Loto sur TF1 ont changé à plusieurs reprises. À la date de 2024, Karine Ferri (de 2015 à 2025), Jean-Pierre Foucault (depuis 2014), Iris Mittenaere (de 2019 à 2022), Elsa Fayer (depuis 2016), Christophe Beaugrand (depuis 2015) Marion Jollès (de 2014 à 2021), Anaïs Grangerac (depuis 2019), Inès Vandamme (depuis 2022) et Alexandre Devoise (depuis 2023) s'alternent à la présentation du programme.

### Historique des versions

#### De 1976 à 2008
Il s'agit pour les joueurs de choisir six numéros distincts parmi 49 proposés. L'ordre dans lequel les numéros sont tirés n'a pas d'importance. Le nombre de tirages possibles est donc le nombre de combinaisons sans répétition : en jouant une seule grille, on a donc environ une chance sur 14 millions de trouver les six bons numéros.
Si une personne joue tout au long de sa vie, la probabilité de gagner le gros lot au moins une fois dans sa vie est largement inférieure à celle de mourir avant d'avoir jamais gagné (une vie humaine moyenne durant environ trente mille jours, on a environ une chance sur 816 de gagner une fois au moins en jouant aux quatre tirages par semaine toute sa vie).
Selon le rapport annuel 2006 de la Française des jeux, les mises sont redistribuées aux joueurs à hauteur d'un peu moins de 60 % du chiffre d'affaires. Moins de 29 % de ces ressources sont allouées aux finances publiques et à la couverture des risques. Enfin plus de 11 % reviennent à l'organisation des jeux. Le taux de commission de l’organisation des jeux est fixé par l’État, et baissera progressivement de trois points depuis 2002 pour atteindre environ 10,5 % en 2008, même si les montants respectifs n'ont pas suivi cette diminution compte tenu de la croissance du chiffre d'affaires (plus de 27 % entre 2002 et 2006).
Voici les probabilités pour une grille sur un tirage. Étant donné qu'un joueur doit jouer au minimum deux grilles pour 1,2 € (0,6 € par grille) et qu'il y a deux tirages, la probabilité de perdre (ne gagner aucun gain) passe à 92,75 % (1 chance sur 1,08) :
| Résultats                     | Probabilités | 1 chance sur | Gain moyen (19/05/76 à 05/10/08) |
| ----------------------------- | ------------ | ------------ | -------------------------------- |
| 6 numéros                     | 0,000 007 %  | 13 983 816   | 501 074 €                        |
| 5 numéros + no complémentaire | 0,000 04 %   | 2 330 636    | 14 465 €                         |
| 5 numéros                     | 0,002 %      | 55 491       | 957 €                            |
| 4 numéros + no complémentaire | 0,005 %      | 22 197       | 43 €                             |
| 4 numéros                     | 0,09 %       | 1 083        | 19 €                             |
| 3 numéros + no complémentaire | 0,12 %       | 812          | 4 €                              |
| 3 numéros                     | 1,64 %       | 61           | 2 €                              |
| Somme                         | 1,86 %       | 53,7         | 6 €                              |

#### Depuis 2008
À partir du 6 octobre 2008, une nouvelle formule (plus proche du jeu EuroMillions) est mise en place : il faut désormais obtenir cinq numéros parmi 49, plus un « numéro chance » parmi dix. Il y a trois tirages par semaine : le lundi, le mercredi et le samedi. Il n'y a toutefois plus qu'un seul tirage par jour. Chaque fois, entre 1 et 10 millions de grilles environ sont jouées. La mise pour une grille est de 2 €. Le jackpot mis en jeu entre les gagnants du premier rang (cinq bons numéros + numéro chance) est au minimum de deux millions d'euros et augmente d'un million d'euros à chaque tirage tant qu'il n'est pas décroché.
À l'occasion de ce changement, le Loto abandonne son logo historique, en place depuis sa création en 1976, et adopte un nouveau logo, fait de quatre boules et de lettres disproportionnées et arrondies.
On compte en moyenne  une quarantaine de millionnaires Loto par an.

## Gains

### Échelle des gains et probabilités
Globalement, 53 % des mises sont redistribuées en tant que gains aux joueurs. C'est-à-dire qu'en face d'une mise de 2 €, l'espérance de gain n'est que 1,02 €. Ce gain espéré peut varier légèrement (par exemple si le jackpot est remporté), mais statistiquement, le joueur est perdant sur le long terme.
Le nombre de grilles différentes possibles est de 19 068 840. En jouant une seule grille, on a donc environ une chance sur 19 millions de trouver les cinq bons numéros et le numéro chance. Ceci est conforme au tableau de probabilités donné plus bas car 1/19068840 ~ 0,00000524 %. Cette probabilité est extrêmement faible. Voici une comparaison : le quotient de mortalité des hommes de 52 ans résidant en France est de 594 pour 100 000.
Quand un Français de 52 ans achète un billet de loto, sa probabilité de gagner est la même que celle de décéder au cours des prochaines 4 minutes 30. Les femmes ayant à cet âge une mortalité deux fois plus faible, la probabilité de gagner pour elles est égale à celle de décéder dans les prochaines 9 minutes 40.
Une grille avec le bon numéro chance (ce qui arrive une fois sur dix) est remboursée, c'est-à-dire il y a un gain fixe (supplémentaire) de 2 €. C'est la raison pour laquelle la probabilité de gagner (même si le plus souvent ce n'est que 2 €) est relativement élevée en comparant avec le Loto ancienne version, le Loto dans d'autres pays ou l'Euro Millions. Le gain pour le numéro chance (2 €) s'ajoute le cas échéant au gain de chaque rang, y compris au premier.
| Rang | Résultat                     | Probabilités  | 1 chance sur | Gain moyen (06/10/08 à 10/05/16)         |
| ---- | ---------------------------- | ------------- | ------------ | ---------------------------------------- |
| 1    | 5 numéros + numéro chance    | 0,000 005 %   | 19 068 840   | 5 701 258 € (3 fois sur 4 aucun gagnant) |
| 2    | 5 numéros sans numéro chance | 0,000 047 %   | 2 118 760    | 102 634 €                                |
| 3    | 4 numéros + numéro chance    | 0,001 154 %   | 86 677       | 1 086 € + mise                           |
| 3    | 4 numéros sans numéro chance | 0,010 383 %   | 9 631        | 1 086 €                                  |
| 4    | 3 numéros + numéro chance    | 0,049 610 %   | 2 016        | 10 € + mise                              |
| 4    | 3 numéros sans numéro chance | 0,446 488 %   | 224          | 10 €                                     |
| 5    | 2 numéros + numéro chance    | 0,694 536 %   | 144          | 5 € + mise                               |
| 5    | 2 numéros sans numéro chance | 6,250 826 %   | 16           | 5 €                                      |
| 6    | 1 numéro + numéro chance     | 3,559 498 %   | 28           | 2 €                                      |
| 6    | aucun numéro + numéro chance | 5,695 197 %   | 18           | 2 €                                      |
|      | jeux sans perte              | 16,707 744 %  | 6            | 6 €                                      |
|      | 1 numéro sans numéro chance  | 32,035 483 %  | 3            | 0 €                                      |
|      | 0 numéro sans numéro chance  | 51,256 773 %  | 2            | 0 €                                      |
|      | Total                        | 100,000 000 % |              |                                          |

Plus précisément il y a 83,29 % de jeux perdants, 9,26 % de jeux remboursés, 7,45 % de jeux gagnants.
La probabilité de gagner au moins 1086 € est de 0,01159 % donc la probabilité de perdre est de 99,988410 %. En jouant une grille par semaine pendant quinze ans (c’est-à-dire en engageant 1560 € environ), la probabilité de gagner une fois au moins 1086 € ou plus est donc d’1 sur 11,6.
Les gains pour deux ou davantage bons numéros parmi les cinq autres numéros sur la grille (rang 5, 4, 3, 2 ou 1) sont variables (car calculés, entre autres, en fonction du nombre de gagnants au rang donné) et de plus en plus élevés. Depuis 2008, le gain minimum au 1er rang a été de 2 M€.

#### Option Second tirage
Pour le 2nd tirage, il existe plusieurs rangs de gains s'échelonnant de 3€ jusqu'au jackpot de 100 000€.
| Rang | Résultat  | Probabilités | 1 chance sur | Gain moyen (04/11/19 à aujourd'hui) |
| ---- | --------- | ------------ | ------------ | ----------------------------------- |
| 1    | 5 numéros | 0,000052%    | 1 906 884    | ~ 70 000 €                          |
| 2    | 4 numéros | 0,0115%      | 8 668        | ~ 250 €                             |
| 3    | 3 numéros | 0,49%        | 202          | 20 €                                |
| 3    | 2 numéros | 7,14 %       | 14           | 3 €                                 |

### Fiscalité
En France, les gains de jeu ne sont pas à déclarer aux impôts. Mais les intérêts annuels des gains placés en banque sont imposables, au même titre que tout autre placement. De plus, si le gagnant souhaite faire profiter ses proches d'une partie de ses gains, il s'agit fiscalement d'un don manuel, dont l'imposition peut être lourde en fonction du lien de parenté entre le donateur et le bénéficiaire.

Dans le cas d'un pari collectif, la jurisprudence reconnait le mandat réciproque de percevoir le gain éventuel. La remise des sommes relève alors du partage des gains :

« Lorsque plusieurs joueurs se regroupent pour acheter en commun un billet de loterie, ils se donnent mandat réciproque de percevoir le gain éventuel, à charge par celui qui le reçoit au nom des autres de le partager. »

« La répartition des gains entre les participants pouvait faire l’objet d’une convention entre les parieurs, prévoyant un partage qui ne serait pas proportionnel aux mises respectives. »

— Cour d'appel d'Orléans, 14 octobre 2002, no 00-3019
Ainsi, il est possible que plusieurs personnes puissent se répartir le gain d'un joueur, de façon parfaitement compatible avec la législation sur les gains de jeux, aux conditions suivantes :
- le règlement autorise les paris collectifs (c'est le cas pour la Française des jeux[28], sauf pour les prises de jeux faites par Internet ou par téléphone mobile[29])
- les joueurs sont en mesure de prouver qu'ils ont acheté le ticket en commun : une convention signée par eux, et précisant éventuellement des modalités de répartition des gains différentes des montants investis, sera donc nécessaire.

Chaque joueur doit recevoir sa part directement par La Française des jeux.

### Records
Le record de gains au Loto est de 30 M€, remporté le 4 décembre 2021. Le gagnant habite en Ille-et-Vilaine.
La liste suivante recense les cinq plus importants gains au Loto (Super Loto, et Grand Loto compris) depuis leur création (respectivement en 1976, 1996, et 2017) :
- 30 M€, le 4 décembre 2021, au Loto, gagnant résidant en Ille-et-Vilaine ;
- 26 M€, le 11 septembre 2021, au Loto, gagnant résidant dans l'Ouest de la France. C'est également le plus grand gagnant sur internet ;
- 25 M€, le 5 décembre 2022, au Loto, gagnant résidant à Paris ;
- 24 M€, le 6 juin 2011, au Loto, ticket validé à Sarcelles, dans le Val d'Oise ;
- 23 M€, le 19 mai 2014, au Loto, gagnant résidant à Libourne ;

## Identité visuelle

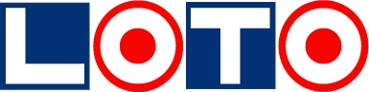
Logo de Loto du 19 mai 1976 au 23 mai 1999.
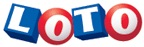
Logo de Loto du 24 mai 1999 au 5 octobre 2008.
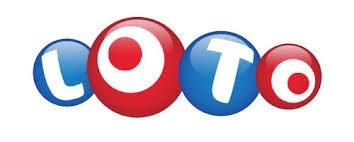
Logo de Loto du 6 octobre 2008 au 4 novembre 2019.
Logo Loto depuis le 4 novembre 2019.